# Torikko (sjö i Puumala, Södra Savolax)
Torikko är en sjö i kommunen Puumala i landskapet Södra Savolax i Finland. Sjön ligger 90,2 meter över havet. Arean är 2,52 kvadratkilometer och strandlinjen är 21,58 kilometer lång. Sjön  ingår i Vuoksens huvudavrinningsområde.   Den ligger omkring 47 kilometer öster om S:t Michel och omkring 240 kilometer nordöst om Helsingfors. 